# Юго-восточный церемониальный комплекс

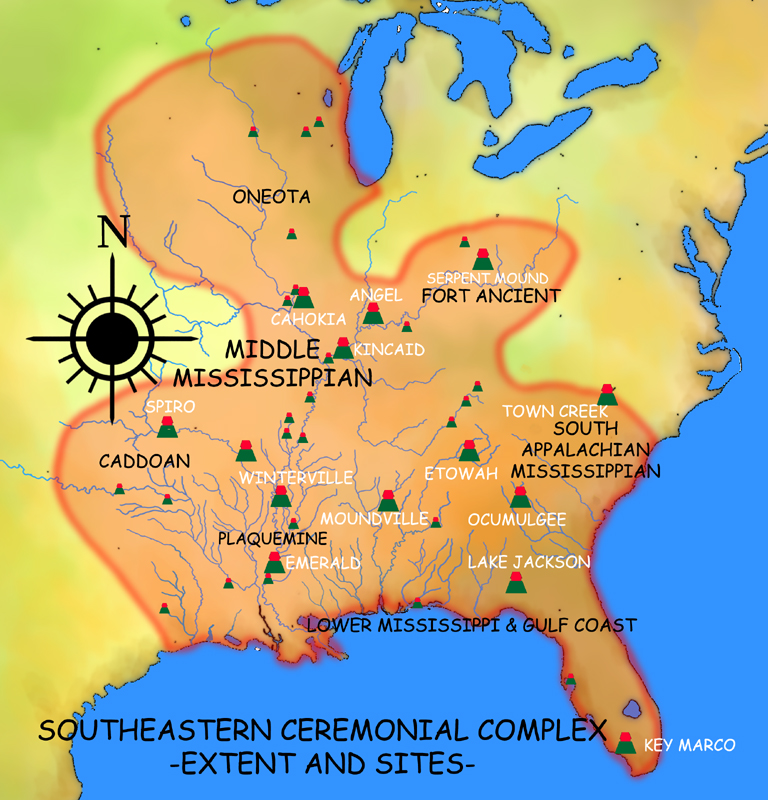
Основные памятники и область распространения Юго-Восточного церемониального комплекса

Юго-восточный церемониальный комплекс (англ. Southeastern Ceremonial Complex), известный также как Южный культ смерти (Southern Death Cult), Южный культ, Культ канюка (Buzzard Cult) или Воинский культ вождеств — название, под которым объединяется стилистическая традиция археологических артефактов, иконографии, церемоний (включая религиозные) и мифологии миссисипской культуры, совпавшая с возникновением основанного на кукурузе сельского хозяйства и социальной организации на основе вождеств в период 1200—1650 годов. Несмотря на некоторое сходство произведений искусства, данное явление развилось не под влиянием культур Месоамерики, но совершенно независимо.

## Описание
ЮВЦК представлял собой прежде всего «сеть обмена». Примером торговых и культурных связей могут служить два нагрудных украшения, как будто выполненных одним и тем же изготовителем — одно из юго-восточного Миссури, а второе — из Спайроу-Маундз в Оклахоме. Обнаружены и другие пары нагрудных украшений, также в значительной мере сходных друг с другом, на всей территории юго-востока США.
Социальная организация миссисипской культуры была основана на культе войны, о чём можно судить по экзотическим мотивам и символам, а также дорогому сырью, такому, как раковины из Флориды, медь с юго-востока, свинец из северного Иллинойса и Айовы, керамика из Теннеси, каменные орудия из Канзаса, Техаса и южного Иллинойса. Эти предметы встречаются в погребениях элиты наряду с боевыми топорами, булавами и прочими видами оружия. Эти боевые символы встречаются наряду с другими артефактами, на которых изображены космические символы, животные, люди и мифические существа.
Определение ЮВЦК впервые дали в 1945 году Антонио Уоринг и Престон Холдер в виде четырёх списков характерных черт культов, свойственных носителям маскогских языков, проживавших до прихода европейцев на юге США. С тех пор авторы расширили первоначальное определение, используя первоначальные списки как основу для критического анализа всей концепции. В 1989 г. учёные предложили новое определение, на этот раз привязанное к археологическим данным, для определения художественной традиции миссисипской культуры. Джон Мюллер (en:Jon Muller) из Университета Южного Иллинойса предложил классификацию комплекса, основанную на пяти археологических горизонтах, к каждому из которых привязана своя традиция, основанная на специфических мотивах, ритуальных объектах, тенденциях развития обмена на дальние расстояния и политических структурах.

## Артефакты с символами ЮВЦК
Прим. Большая галерея изображений ЮВЦК с толкованием символов приведена в англоязычной версии данной статьи.
| Мотив                  | Рисунок 1 | Рисунок 2 | Рисунок 3 | Рисунок 4 | Рисунок 5 |
| ---------------------- | --------- | --------- | --------- | --------- | --------- |
| Раковина с гравировкой |           |           |           |           |           |
| Керамика               |           |           |           |           |           |
| Резной камень          |           |           |           |           |           |
| Медь                   |           |           |           |           |           |